# Felicia Țilea-Moldovan
Felicia Țilea-Moldovan (născută Țilea, n. 29 septembrie 1967, Măgura Ilvei, România – d. 3 martie 2025, Pontevedra, Galicia, Spania) a fost o aruncătoare de suliță română. 

## Biografie
Felicia Țilea s-a apucat de atletism la vârsta de 12 ani. A fost multiplă campioană națională, a participat la patru olimpiade și a câștigat medalia de aur la Universiada de Vară din 1995. La Campionatul European din 1994 a obținut medalia de bronz și în anul 1995 a devenit vicecampionă mondială. Recordul ei personal a fost 69,26 m (vechiul tip de suliță), 63,89 m (noul tip de suliță). În anul 1990 a fost suspendată pentru dopaj. A participat și la competiții de aruncare a ciocanului și a greutății.
Din 1995 ea a fost cetățean de onoare al municipiului Zalău. În 2004 a primit Ordinul Meritul Sportiv clasa a III-a.
Sportiva s-a stabilit în Spania și a participat la competiții atletice de veterani.

## Realizări
| An   | Competiție           | Locație                | Loc | Note    |
| ---- | -------------------- | ---------------------- | --- | ------- |
| 1990 | Campionatul European | Split, Iugoslavia      | —   | DS      |
| 1993 | Campionatul Mondial  | Stuttgart, Germania    | 8   | 61,24 m |
| 1994 | Campionatul European | Helsinki, Finlanda     | 3   | 64,34 m |
| 1995 | Universiada          | Fukuoka, Japonia       | 1   | 62,16 m |
| 1995 | Campionatul Mondial  | Göteborg, Suedia       | 2   | 65,22 m |
| 1996 | Jocurile Olimpice    | Atlanta, Statele Unite | 10  | 59,94 m |
| 1997 | Campionatul Mondial  | Atena, Grecia          | 5   | 64,90 m |
| 1998 | Campionatul European | Budapesta, Ungaria     | 10  | 58,30 m |
| 1999 | Campionatul Mondial  | Sevilla, Spania        | 11  | 59,24 m |
| 2000 | Jocurile Olimpice    | Sydney, Australia      | 15  | 58,75 m |
| 2001 | Campionatul Mondial  | Edmonton, Canada       | 16  | 56,61 m |
| 2002 | Campionatul European | München, Germania      | 9   | 58,88 m |
| 2004 | Jocurile Olimpice    | Atena, Grecia          | 11  | 59,72 m |
| 2005 | Campionatul Mondial  | Helsinki, Finlanda     | 23  | 54,68 m |
| 2006 | Campionatul European | Göteborg, Suedia       | 16  | 57,21 m |
| 2007 | Campionatul Mondial  | Osaka, Japonia         | 11  | 55,71 m |
| 2008 | Jocurile Olimpice    | Beijing, China         | 11  | 53,04 m |
| 2010 | Campionatul European | Barcelona, Spania      | 17  | 46,51 m |

## Recorduri personale
| Probă          | Performanță | Dată           | Locație |
| -------------- | ----------- | -------------- | ------- |
| Suliță (nouă)  | 63,89 m     | 16 august 2002 | Zürich  |
| Suliță (veche) | 69,26 m     | 28 iunie 1996  | Bergen  |